# Кастро-дель-Ріо
Кастро-дель-Ріо (ісп. Castro del Río) — муніципалітет в Іспанії, у складі автономної спільноти Андалусія, у провінції Кордова. Населення — 8095 осіб (2010).
Муніципалітет розташований на відстані близько 310 км на південь від Мадрида, 35 км на південний схід від Кордови.
На території муніципалітету розташовані такі населені пункти: (дані про населення за 2010 рік)
- Льяно-дель-Еспінар: 507 осіб
- Карчена: 1 особа
- Кастро-дель-Ріо: 7587 осіб
- Гарсі-Кальво: 0 осіб
- Торре-дель-Пуерто: 0 осіб

## Демографія
Динаміка населення (INE ):

## Галерея зображень

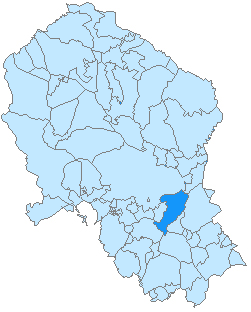
Розташування муніципалітету у провінції Кордова